# Vadim Chernobrov
Vadim Aleksándrovich Chernobrov (En en ruso: Вадим Александрович Чернобров) (1965 - 2017), nacido en Óblast de Volgogrado. Fundador y líder de la organización Kosmopóisk (Kosmopoisk), ufólogo y entusiasta investigador del misterio.

## Biografía
Vadim Chernobrov nació en una pequeña villa y fue educado en el Instituto de Aviación de Moscú (MAI), como ingeniero aeronáutico.
Durante sus estudios él comenzó un proyecto no-oficial sobre la investigaciones poco comunes y el desarrollo de la tecnología temporal. En la década de los 80 se formó un pequeño grupo de estudiantes, el cual luego se desarrolló en lo que es el Kosmopóisk, comenzando con viajes a lugares extraños del centro de Rusia.
Escribió varios libros sobre eventos anómalos y misteriosos.
Chernobrov también anunció el desarrollo de una máquina del tiempo.